# Acer tricaudatum
Acer tricaudatum é uma espécie de árvore do gênero Acer, pertencente à família Aceraceae.